# Tuesday Weld
Tuesday Weld (właśc. Susan Ker Weld; ur. 27 sierpnia 1943 w Nowym Jorku) – amerykańska aktorka filmowa, teatralna i telewizyjna.

## Wybrana filmografia
seriale
- 1958–1959: The Adventures of Ozzie & Harriet jako Connie / Cathy / dziewczyna Ricky'ego
- 1961: Bus Stop jako Cherie
- 1962: Adventures in Paradise jako Gloria Dannora
- 1968: Cimarron Strip jako Heller

film
- 1956: Rock, Rock, Rock jako Dori
- 1961: Dzikus z prowincji jako Norren Martin
- 1970: Na krawędzi jako Alma McCain
- 1971: Bezpieczne miejsce jako Susan / Noah
- 1981: Złodziej jako Jessie
- 1984: Dawno temu w Ameryce jako Carol
- 1986: Krąg przemocy jako Georgia Benfield
- 1993: Upadek jako Amanda Prendergast
- 1996: Piętno Minnesoty jako Nora Clayton
- 2001: Chelsea Walls jako Greta

## Nagrody i nominacje
Była nominowana do nagrody Emmy, Oscara, Złotego Globu i  nagrody BAFTA.